# Timothy Garton Ash
Timothy Garton Ash (12 luglio 1955) è un saggista e giornalista britannico, professore di studi europei presso l'Università di Oxford.

È autore di vari saggi di scrittura politica o 'storia del presente' che hanno aiutato la trasformazione dell'Europa nell'ultimo quarto di secolo.

## Biografia
Dopo aver studiato storia moderna ad Oxford, le sue ricerche sulla Resistenza tedesca ed Hitler lo portarono a Berlino, dove, per parecchi anni, ha vissuto sia nella parte orientale sia in quella occidentale della città.

Da Berlino ha cominciato a viaggiare dietro la cortina di ferro.
Durante gli anni ottanta, ha raccontato ed analizzato l'emancipazione dell'Europa centrale dal comunismo in contributi al New York Review of Books, The Independent, The Times e The Spectator.
È autore di vari saggi di scrittura politica o 'storia del presente' che hanno aiutato la trasformazione dell'Europa nell'ultimo quarto di secolo.
È stato editore estero per lo Spectator, editorialista per gli affari dell'Europa centrale per The Times, ed editorialista di affari esteri per The Independent.

### Attività giornalistica
Suoi saggi appaiono regolarmente nel New York Review of Books ed un suo articolo appare settimanalmente sul Guardian, quotidiano largamente venduto in Europa, Asia e nelle Americhe.

Contribuisce anche al New York Times, al Washington Post, al Wall Street Journal, al The Globe and Mail e suoi contributi appaiono su la Repubblica.
Nel 2008 gli è stato conferito il Premio Ischia Internazionale di Giornalismo, mentre il 25 maggio 2017 ha ricevuto ad Aquisgrana il Premio internazionale Carlo Magno (Internationaler Karlspreis der Stadt Aachen).

## Studi
- MA (Master of Arts) in storia moderna, conferitogli dall'Exeter College dell'Università di Oxford
- Studi post laurea al St Antony's College di Oxford, all'Università Libera di Berlino Ovest, all'Università Humboldt di Berlino Est.
- Insegna Studi Europei presso l'Università di Oxford.

## Opere
- (DE) "Und willst du nicht mein Bruder sein..." Die DDR heute (= Spiegel-Buch, Band 15), Reinbek bei Hamburg, Rowohlt, 1981, ISBN 3-499-33015-6.
- (EN) The Polish Revolution: Solidarity, 1980–82, Scribner, 1984, ISBN 0-684-18114-2.
- (EN) The Uses of Adversity: Essays on the Fate of Central Europe, Random House, 1989, ISBN 0-394-57573-3.
- Le rovine dell'Impero. Europa centrale 1980-1990 (The Magic Lantern: The Revolution of 1989 Witnessed in Warsaw, Budapest, Berlin, and Prague, 1990), traduzione di Marco Papi, Collana Saggi, Milano, Mondadori, 1992, ISBN 978-88-043-4886-3.
  -  1989. Storia della primavera europea, traduzione di Marco Papi ed Emilia Benghi, Collana Gli elefanti.Saggi, Milano, Garzanti, 2019, ISBN 978-88-116-0964-3.
- In nome dell'Europa (In Europe's Name: Germany and the Divided Continent, 1993), traduzione di A. Mazza e M. Minna, Collezione Le Scie, Milano, Mondadori, 1994, ISBN 978-88-043-7456-5.
- Dossier Romeo. La mia vita a Berlino Est raccontata dalla polizia segreta (The File: A Personal History, 1997), Collana Ingrandimenti, Milano, Mondadori, 1997, ISBN 978-88-044-2134-4.
  - Il dossier, trad. Emilia Benghi e Maria Cristina Leardini, Collana Saggi, Milano, Garzanti, 2017, ISBN 978-88-116-7262-3.
- Storia del presente. Dalla caduta del Muro alle guerre nei Balcani (History of the Present: Essays, Sketches, and Dispatches from Europe in the 1990s, 1999), Collezione Le Scie, Milano, Mondadori, 2001, ISBN 978-88-044-8843-9.
- Free World. America, Europa e il futuro dell'Occidente (Free World: America, Europe, and the Surprising, 2004), traduzione di E. Valdrè, Collana Saggi, Milano, Mondadori, 2005, ISBN 978-88-045-4388-6.
- Facts are Subversive: Political Writing from a Decade without a Name, Atlantic Books, 2009, ISBN 1-84887-089-2.
- Civil Resistance and Power Politics: The Experience of Non-violent Action from Gandhi to the Present, Oxford University Press, 2011.
- Libertà di parola. Dieci principi per un mondo connesso (Free Speech. Ten Principles for a Connected World, 2016), traduzione di S. Cherchi, Collana Saggi, Milano, Garzanti, 2017, ISBN 978-88-116-7338-5.
- Obrona Liberalizmu, Fundacja Kultura Liberalna, 2022, ISBN 978-83-666-1906-7.
- Patrie. Un'educazione europea (Homelands: A Personal History of Europe, 2023), traduzione di Francesco Zago, Collana Saggi, Milano, Garzanti, 2023, ISBN 978-88-110-0977-1.